# Paul Vulliaud
Paul Vulliaud (Lione, 1875 – Lione, 1950) è stato uno scrittore, traduttore e pittore francese.

## Biografia
Cattolico a tutto tondo fu autore di traduzioni della Bibbia ebraica, di Zohar, oltre che di opere di Dante, Shakespeare e Salomon ibn Gabirol.

## Opere
Nel 1923,  Paul Vulliaud pubblicò La cabala ebraica (La Kabbale juive), nel quale argomentava in favore dell'antichità dello Zohar e della Cabala, e le differenze fra la cabala ebraica e la cabala cristiana.
Nel 1936, pubblicò La Clé Traditionnelle des Evangiles, riprendendo la polemica secolare, fra ellenisti, ebraisti e eramaicisti, sulla lingua del Nuovo Testamento. Egli propendette per la scrittura semitica senza decidersi fra ebrei e aramaici. Soltanto nel 1952, in La Fin du Monde, dopo la scoperta dei  Manoscritti del Mar Morto, sviluppò la tesi che la lingua ebraica era la lingua originale del Nuovo Testamento.